# Esporte Clube Metropol
Maillots
L'Esporte Clube Metropol est un club brésilien de football basé à Criciúma dans l'État de Santa Catarina.

## Palmarès
- Championnat de l'État de Santa Catarina :
  - Vainqueur : 1960, 1961, 1962, 1967, 1969